# Dactylicapnos burmanica
Dactylicapnos burmanica är en vallmoväxtart som först beskrevs av K. R. Stern, och fick sitt nu gällande namn av Lidén. Dactylicapnos burmanica ingår i släktet Dactylicapnos och familjen vallmoväxter. Inga underarter finns listade i Catalogue of Life.